# Arabistik
Die Arabistik, auch arabische Philologie ist die Wissenschaft von der arabischen Sprache und dem arabischen Schrifttum.
Die Arabistik ist Teil der Orientalistik und eng mit der Islamwissenschaft verbunden. In der deutschen Hochschulpolitik ist die Arabistik als Kleines Fach eingestuft.
Der sprachwissenschaftliche Teil befasst sich mit den verschiedenen Sprachstufen des Arabischen wie Altarabisch, Klassisches Hocharabisch, Mittelarabisch, Modernes Hocharabisch und seinen Dialekten. 
Als Literaturwissenschaft erforscht die Arabistik die arabische Dichtung und Prosaliteratur von der vorislamischen Zeit bis in die Gegenwart und das religiöse, philosophische, historische und geographische Schrifttum der islamischen Kultur sowie die jüdische und christliche Literatur in arabischer Sprache.

## Universitäten mit arabistischen Professuren im deutschsprachigen Raum
- Otto-Friedrich-Universität Bamberg
- Universität Bayreuth
- Freie Universität Berlin
- Ruhr-Universität Bochum
- Rheinische Friedrich-Wilhelms-Universität Bonn
- Friedrich-Alexander-Universität Erlangen-Nürnberg
- Georg-August-Universität Göttingen
- Martin-Luther-Universität Halle-Wittenberg
- Ruprecht-Karls-Universität Heidelberg
- Friedrich-Schiller-Universität Jena
- Universität zu Köln
- Universität Leipzig
- Philipps-Universität Marburg
- Ludwig-Maximilians-Universität München
- Westfälische Wilhelms-Universität Münster
- Universität Wien
- Universität Zürich